# Joachim Klein (Lichtdesigner)
Joachim Klein (geboren 1963 in Frankfurt am Main) ist ein deutscher Lichtdesigner, der überwiegend für Opernproduktionen arbeitet.

## Leben
Joachim Klein war nach seiner Ausbildung von 1985 bis 1994 an der Alten Oper Frankfurt beschäftigt, qualifizierte sich dort 1991 zum Beleuchtungsmeister und erarbeitete erste eigene Beleuchtungseinrichtungen. 1994 gehörte er dem Licht-Team der Bayreuther Festspielen an.
Im Jahr 1994 wurde er als Beleuchtungsmeister und Lichtdesigner an der Oper Frankfurt engagiert. Seit 2013 leitet er dort die Beleuchtungsabteilung. Zu seinen Arbeiten an seinem Stammhaus zählen Inszenierungen von Àlex Ollé (Doppelabend La Damoiselle élue, Jeanne d’Arc au bûcher), Tilmann Köhler (Radamisto und Xerxes), Benedict Andrews (Stiffelio), Johannes Erath (Otello und Giulio Cesare in Egitto), Harry Kupfer (Fausts Verdammnis und Der Spieler), Barrie Kosky (Dido and Aeneas/Herzog Blaubarts Burg und Carmen), David Hermann (Médée), Vincent Boussard (Adriana Lecouvreur und Ezio), Brigitte Fassbaender (Ariadne auf Naxos und Paul Bunyan), sowie Walter Sutcliffe (Die Gespenstersonate von Aribert Reimann). Weitere Arbeiten galten der Uraufführung von Detlev Glanerts Caligula, Alexander von Zemlinskys Kurzopern Eine florentinische Tragödie und Der Zwerg und den Ausflügen des Herrn Brouček von Leoš Janáček.

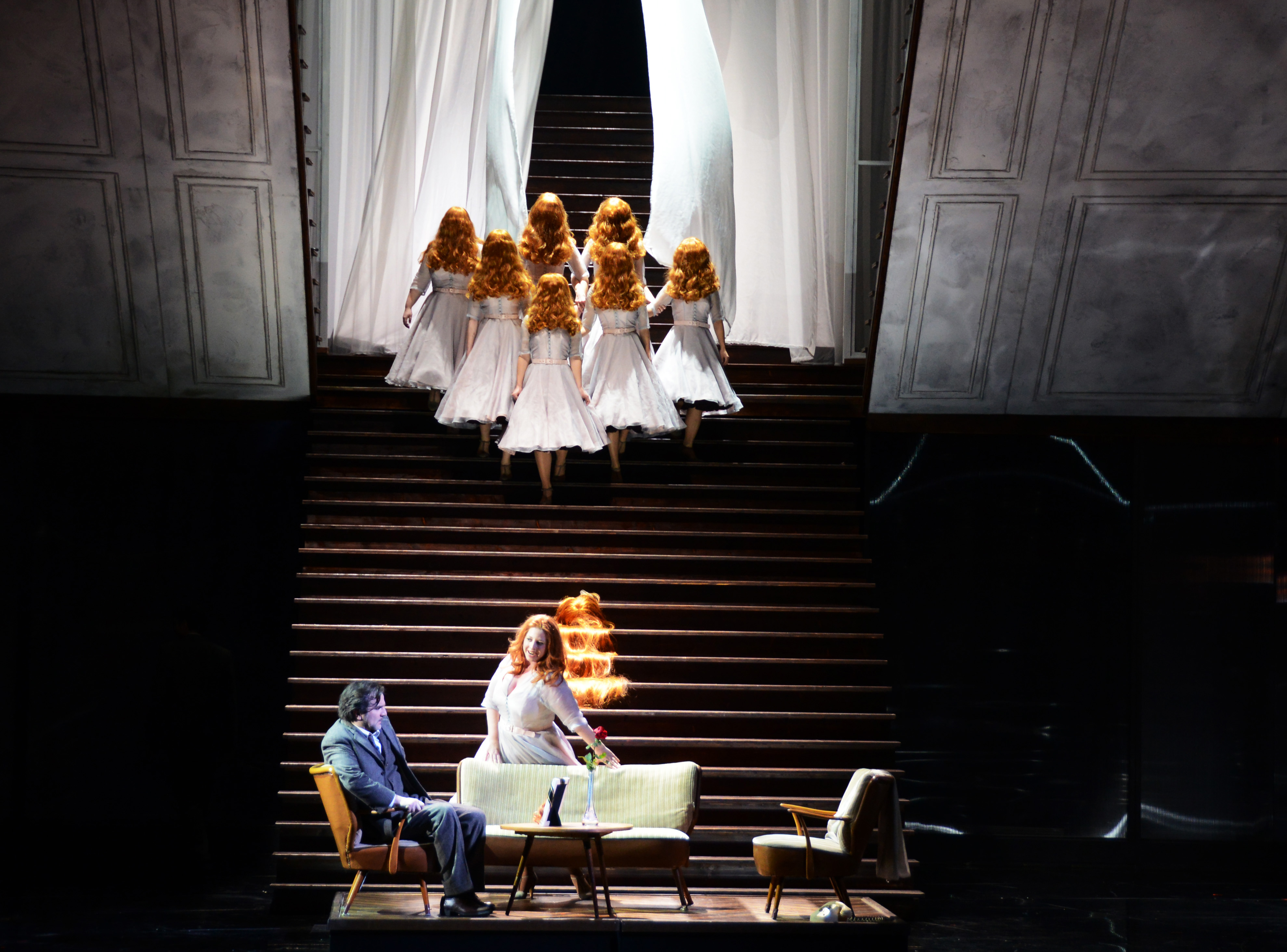
Die tote Stadt an der Oper Graz, 2015

Er gastiert aber auch regelmäßig an bedeutenden Opernhäusern in Europa und Nordamerika, unter anderem in Amsterdam, Barcelona, Göteborg, Kopenhagen, Los Angeles, Madrid, München, Neapel, Oslo, Sevilla und Wien. Am Badischen Staatstheater Karlsruhe gestaltete Klein das Licht für Boris Godunow (inszeniert von David Hermann), an der Hamburgischen Staatsoper für Das schlaue Füchslein (inszeniert von Johannes Erath), bei den Salzburger Osterfestspielen 2011 für Salome (inszeniert von Stefan Herheim) und an der Bayerischen Staatsoper 2009 für Lucrezia Borgia (inszeniert von Christof Loy). Regelmäßige Zusammenarbeit verband Joachim Klein während der Intendanz von Elisabeth Sobotka mit der Oper Graz, an der er – neben dem Darrel Toulons Tanzstück Nomaden – jeweils zweimal mit zwei namhaften Regisseuren zusammen arbeitete: mit Peter Konwitschny für La traviata und Pique Dame, mit Johannes Erath für Elektra und Die tote Stadt. Konwitschnys Traviata wurde schließlich auch an der English National Opera und im Theater an der Wien gezeigt. In der Spielzeit 2015/16 war er für die Lichtgestaltung zweier Neuproduktionen an der Bayerischen Staatsoper in München verantwortlich: Prokofjews Der feurige Engel, inszeniert von Barrie Kosky, und Verdis Un ballo in maschera, inszeniert von Johannes Erath.
Beim Glyndebourne Festival 2015 arbeitete er erneut mit Barrie Kosky zusammen und gestaltete die Beleuchtung für Georg Friedrich Händels Oratorium Saul.
Im März 2017 gestaltete er im Teatro Real in Madrid die Beleuchtung für Georg Friedrich Händels Oper Rodelinda, inszeniert von Claus Guth, im November 2017 für die Uraufführung von Herrmanns Der Mieter, inszeniert von Johannes Erath.

## Neuere Arbeiten
2018 (alle Oper Frankfurt)
- Capriccio, Regie: Brigitte Fassbaender
- Aus einem Totenhaus, Regie: David Hermann
- Tri Sestry, Regie: Dorothea Kirschbaum
- I puritani, Regie: Vincent Boussard

2019
- La forza del destino, Regie: Tobias Kratzer (Oper Frankfurt)
- Król Roger, Regie: Johannes Erath (Oper Frankfurt)
- Agrippina, Regie Barrie Kosky (Bayerische Staatsoper München, Prinzregententheater)
- Manon Lescaut, Regie: Àlex Ollé (Oper Frankfurt)

2020
- Salome, Regie: Barrie Kosky (Oper Frankfurt)

2021
- L’italiana in Londra, Regie: R. B. Schlather (Oper Frankfurt)
- Maskarade, Regie: Tobias Kratzer (Oper Frankfurt)

2022
- Warten auf heute, Regie: David Hermann (Oper Frankfurt)
- Bianca e Falliero, Regie Tilmann Köhler (Oper Frankfurt)
- Die Zauberflöte, Regie: Ted Huffman (Oper Frankfurt)
- Die Meistersinger von Nürnberg, Regie: Johannes Erath (Oper Frankfurt)
- Don Pasquale, Regie: Catarina Panti Liberovici (Tiroler Festspiele Erl)

2023
- Orlando, Regie: Ted Huffman (Oper Frankfurt)
- Hercules, Regie: Barrie Kosky (Oper Frankfurt)
- Die ersten Menschen, Regie: Tobias Kratzer (Oper Frankfurt)
- Don Pasquale, Regie: Catarina Panti Liberovici (Oper Frankfurt)
- Le nozze di Figaro, Regie: Tilmann Köhler (Oper Frankfurt)
- Le Grande Macabre, Regie: Vasily Barkhatov (Oper Frankfurt)
- Aida, Regie: Lydia Steier (Oper Frankfurt)
- Die Fledermaus, Regie: Barrie Kosky (Bayerische Staatsoper, Nationaltheater)

## Auszeichnungen
- 2014: Knight of Illumination Award (London) für das beste Lichtdesign in Großbritannien in der Kategorie Oper[1]
- 2016: Knight of Illumination Award (London) für das beste Lichtdesign in Großbritannien in der Kategorie Oper.[2]
- 2017: Helpmann Award (Adelaide) für das beste Lichtdesign in Australien – für Saul[3]